# Stora Krokgölen, Småland
Stora Krokgölen är en sjö i Nybro kommun i Småland och ingår i Alsteråns huvudavrinningsområde.